# Ignacio Ramírez, Veracruz
Ignacio Ramírez är en ort i Mexiko.   Den ligger i kommunen Isla och delstaten Veracruz, i den sydöstra delen av landet, 400 km öster om huvudstaden Mexico City. Ignacio Ramírez ligger 53 meter över havet och antalet invånare är 383.
Terrängen runt Ignacio Ramírez är huvudsakligen platt. Ignacio Ramírez ligger nere i en dal. Runt Ignacio Ramírez är det ganska glesbefolkat, med 27 invånare per kvadratkilometer. Närmaste större samhälle är Juan Rodríguez Clara, 9,1 km öster om Ignacio Ramírez. Omgivningarna runt Ignacio Ramírez är en mosaik av jordbruksmark och naturlig växtlighet.